# Brickell Key
Brickell Key es una isla artificial situada frente a la parte continental del barrio de Brickell de Miami (Florida, Estados Unidos). También llamada Claughton Island, se encuentra justo al este de Downtown Miami y de la desembocadura del río Miami. Fue creada en 1896 y actualmente está ocupada por un conjunto de rascacielos residenciales.

## Historia
En 1896, Henry Flagler (considerado uno de los padres fundadores de Miami) hizo excavar el canal de Miami, de unos 3.7 metros de profundidad y 120 kilómetros de longitud, entre el lago Okeechobee y el río Miami en la ciudad homónima, para regar la zona agrícola de los Everglades. En el proceso, con los materiales extraídos del río y del canal, se crearon dos islas artificiales de ampliación del barrio de Brickell del este de Miami, junto a la desembocadura del río, en la bahía Vizcaína.
En 1943, el promotor inmobiliario Edward N. Claughton, Sr. compró las dos islas de Brickell Key, junto con terrenos adicionales en el fondo de la bahía, y las combinó en una única isla con forma triangular de 180 000 m² de superficie. A finales de la década de 1970, Claughton vendió esta isla a la promotora Swire Properties, que desde entonces la ha urbanizado con la construcción —principalmente durante la ola de manhattanización de la década de 2000— de un conjunto de rascacielos residenciales de lujo. La isla está conectada a Miami por el puente Brickell Key Drive. En el año 2000, se inauguró en Brickell Key el hotel de cinco estrellas Mandarin Oriental Miami.

## Demografía

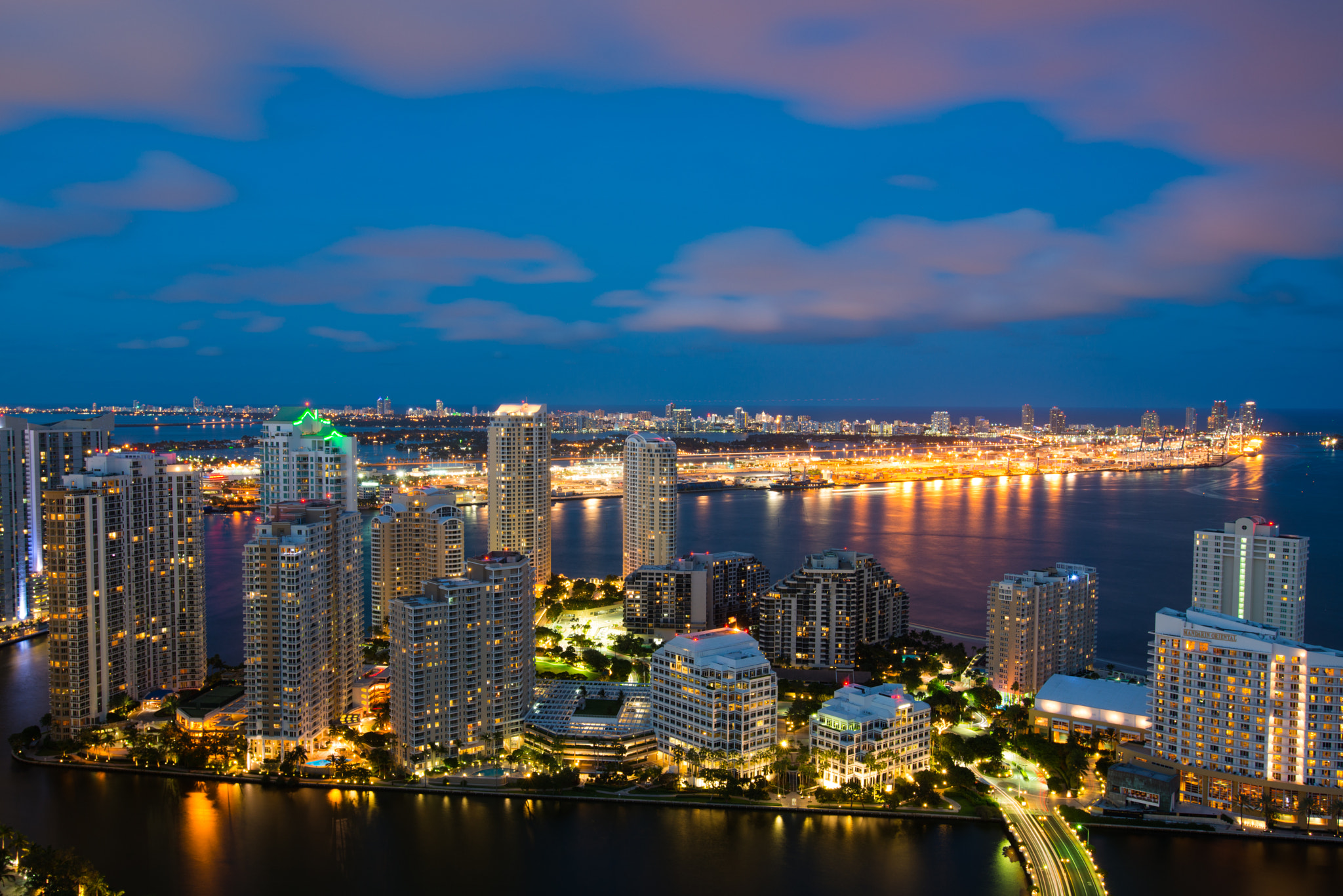
Brickell Key por la noche. En la parte inferior derecha puede verse el hotel Mandarin Oriental Miami; al fondo, Miami Beach.

A fecha de 2020, la población de Brickell Key era de 20 558 personas (excluida la población de Brickell y el Mary Brickell Village) y tiene una superficie de 0.18 km². El código postal de Brickell es el 33131. A fecha de 2020, había 10 412 hombres y 10 146 mujeres. La edad mediana de los hombres era de 33.9 años, mientras que la de las mujeres era de 31.9 años. El tamaño medio de un hogar era de 1.7 personas y el tamaño medio de una familia era de 2.5 personas. El porcentaje de familias compuestas por matrimonios era del 30.6 %, mientras el porcentaje de familias compuestas por matrimonios con hijos era del 8.2 % y el porcentaje de familias monoparentales era del 1.4 % (en los tres casos, respecto al total de hogares). El porcentaje de hombres de al menos quince años de edad que nunca se habían casado era del 24.4 %, mientras el porcentaje de mujeres de al menos quince años de edad que nunca se habían casado era del 16.4 %.
A fecha de 2000, las personas que no hablaban inglés suponían el 5.9 % de la población. El porcentaje de residentes nacidos en la Florida era del 14.9 %, el porcentaje de residentes nacidos en otro estado de los Estados Unidos era del 29.1 % y el porcentaje de residentes nativos pero nacidos fuera de los Estados Unidos era del 4.7 %, mientras el porcentaje de residentes nacidos en el extranjero era del 51.3 %.